# Estación de Kioto
La Estación de Kioto (京都駅 Kyōto-eki?) es el más importante centro de transporte de la ciudad japonesa de Kioto y uno de los más grandes del país. 
El edificio de la estación, uno de los más grandes del país, presenta un estilo futurista e incorpora un complejo con centros comerciales, hotel, cines, y varias instalaciones del Gobierno Municipal de Kioto. La Red ferroviaria dispone de conexiones con las ciudades de Tokio, Osaka, Nara, Nagano y Kanazawa, además de los Aeropuertos internacionales de Kansai y Osaka. Dispone de servicios regulares de unidades Shinkansen (Tren bala), además de otros ferrocarriles privados de tipo regional y del ámbito municipal de Kioto.
El edificio actual fue inaugurado en el año 1997. Anteriormente, la estación ha estado bajo jurisdicción de Japanese Government Railways (JGR), los Ferrocarriles Nacionales Japoneses (JNR) y, en la actualidad, tras la privatización de los ferrocarriles nipones en 1987, se encuentra bajo jurisdicción de la JR West.

## Historia

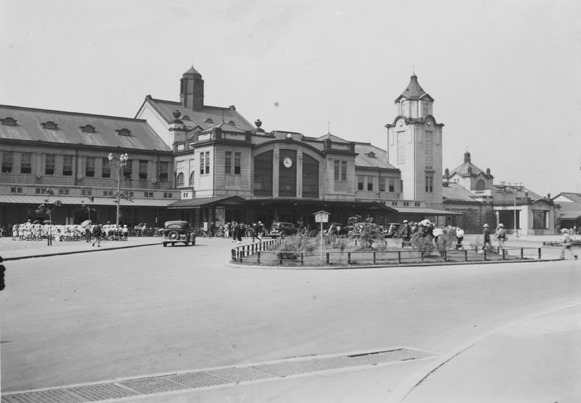
La segunda Estación de Kioto, a comienzos de la Era Shōwa.

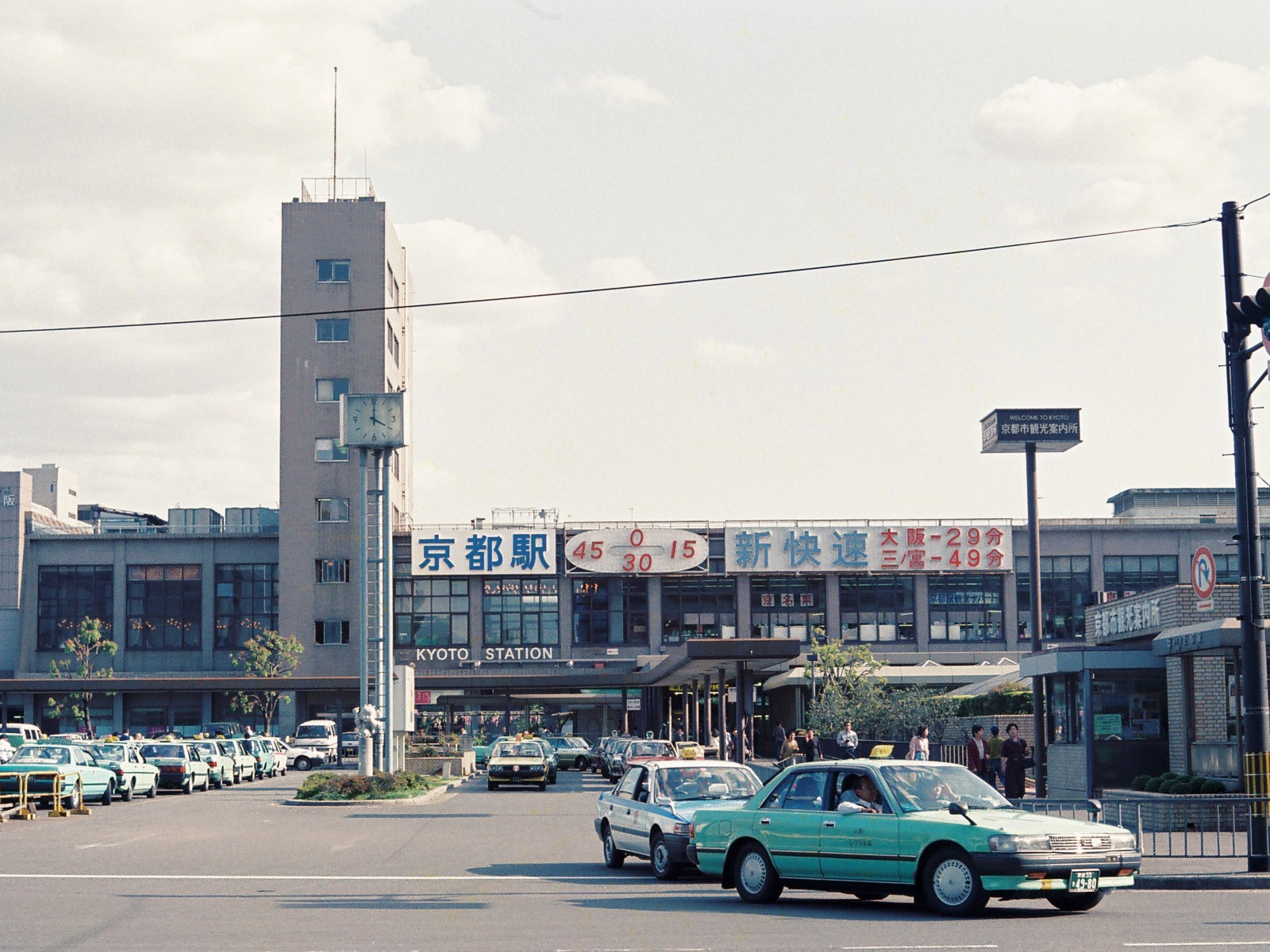
La tercera Estación de Kioto, a comienzos de los años 90.

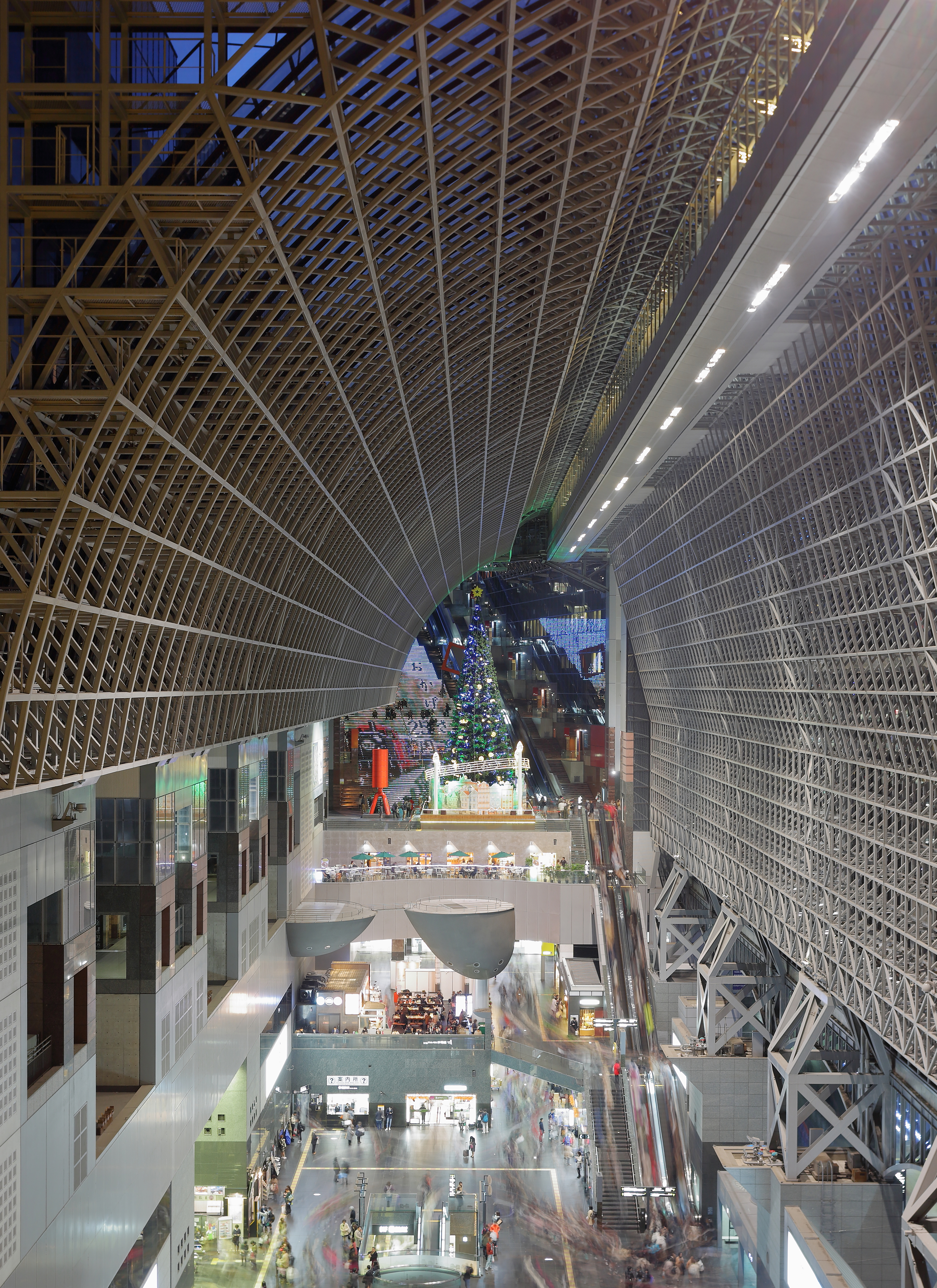
Interior de la estación

### Orígenes
El ferrocarril gubernamental procedente desde Kōbe alcanzó Kioto el 5 de septiembre de 1876, pero la estación se encontraba en construcción y se habilitó una estación temporal llamada Ōmiya-dōri (Calle Ōmiya). Estuvo operativa hasta la apertura de la Estación principal, que entró en servicio por decreto del Emperador Meiji el 5 de febrero de 1877.
En 1889 el ferrocarril primitivo se integró en la línea principal que iba hasta Tokio (la Línea principal de Tōkaidō); Consecuentemente, la estación se convirtió en la terminal de dos ferrocarriles distintos (la Línea Nara operativa desde 1895, y la Línea Sagano) que conectaban con las zonas Norte y Sur de la Prefectura de Kioto, respectivamente.  Originalmente las instalaciones pertenecieron a la Japanese Government Railways (JGR), compañía controlada directamente por el Gobierno japonés.

### sigloXX
En 1914 la primera estación fue reemplazada por una nueva, de estilo renacentista y provista de una amplia avenida en la parte frontal (lugar de la anterior estación demolida). Antes y durante la Segunda Guerra Mundial, la avenida solía ser usada por las comitivas imperiales cuando el Emperador Hirohito viajaba entre Tokio y Kioto. La estación de entonces poseía un gran espacio interior y había sido diseñada para poder albergar a un gran número de personas aunque el 8 de enero de 1934 tuvo lugar una avalancha de varios miles de personas y la estación quedó completamente superada, resultando en varias decenas de muertos. A diferencia de otras ciudades niponas, Kioto y su estación no fueron bombardeadas por las Fuerzas aéreas norteamericanas durante la Segunda Guerra Mundial. 
En 1949 la estación quedó integrada en la red de los nuevos Ferrocarriles Nacionales Japoneses (JNR). El edificio renacentista sufrió un grave incendio en 1950 y fue sustituido en 1952 por un nuevo edificio, más amplio y diversificado. En 1964 la línea de alta velocidad Shinkansen llegó a la ciudad con la inauguración del nuevo Tōkaidō Shinkansen, que enlazaba la antigua capital imperial con Tokio, Osaka y Kobe.
En 1981 fue inaugurado el Metro de Kioto con la apertura de la Línea Karasuma, que efectuaba una parada en la estación. En 1987, tras la reprivatización de los Ferrocarriles nipones decretada por el gobierno nipón, la estación quedó bajo jurisdicción de la West Japan Railway Company (JR West). La actual Estación de Kiōto abrió en 1997, conmemorando el 1200.º aniversario de la fundación de la ciudad. El edificio, que tiene unos 70 metros de altura y 470 metros de largo, exhibe numerosas características futuristas ha recibido algunas críticas por parte de aquellos que consideran que rompe con la estética tradicional de Kioto. Todo el complejo es obra del arquitecto Hiroshi Hara. Al sur de éste se sitúa el edificio Hachijō-guchi, construido para albergar al Tōkaidō Shinkansen y que se encuentra operativo desde 1964.

## Disposición

### Líneas y Andenes

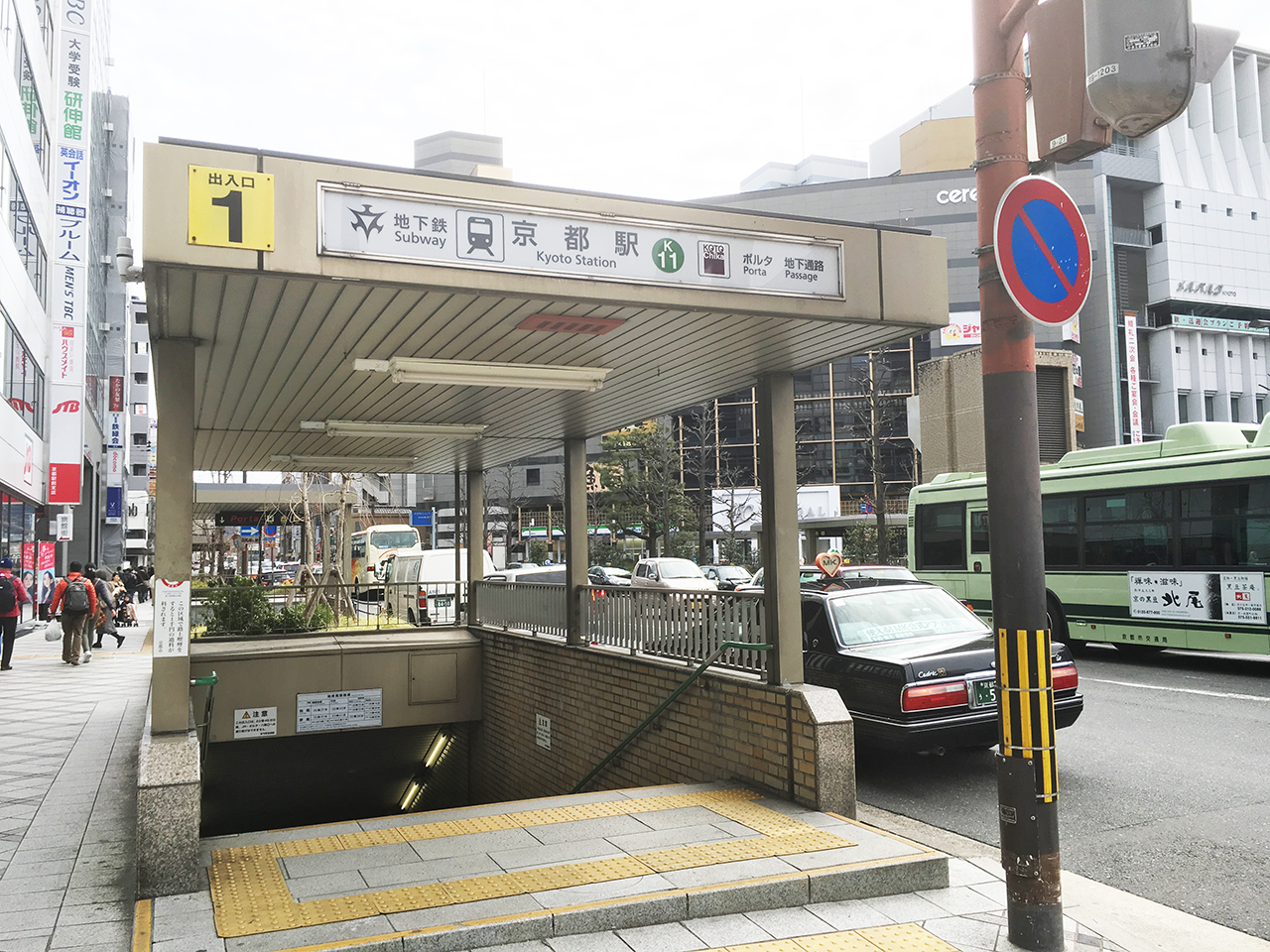
La entrada de los andenes de la Línea Karasuma.

La estación dispone de 15 vías para los trenes convencionales (pertenecientes a la JR West) además de otras 4 vías dedicadas a los trenes Shinkansen (pertenecientes estos a la JR Central), que se encuentran apartadas de los andenes principales y en una situación elevada de varios pisos.
| Andén                           | Línea                                     | Destino                                                        |
| ------------------------------- | ----------------------------------------- | -------------------------------------------------------------- |
| Andenes de JR West              |                                           |                                                                |
| 0                               | ■ Línea Hokuriku (Expresos limitados)     | a Fukui, Kanazawa, Toyama                                      |
| 0                               | ■ Línea Tōkaidō (Expresos limitados)      | a Maibara, Nagano, Takayama                                    |
| 0                               | ■ Línea Biwako                            | □ Solo servicios especiales                                    |
| 0                               | ■ Línea Kosei                             | □ Solo servicios especiales                                    |
| 2, 3                            | ■ Línea Biwako                            | a Kusatsu, Maibara                                             |
| 2, 3                            | ■ Línea Kosei                             | a Katata, Ōmi-Imazu                                            |
| 4, 5                            | ■ Línea Kioto                             | a Osaka, Sannomiya                                             |
| 6, 7                            | ■ Línea Kinokuni (Expresos limitados)     | a Shirahama, Shingū                                            |
| 6, 7                            | ■ Chizu Express (Expresos limitados)      | Tottori, Kurayoshi                                             |
| 6, 7                            | ■ Línea del Aeropuerto de Kansai          | desde Maibara y Kusatsu al Aeropuerto de Kansai                |
| 6, 7                            | ■ Expresos Limitados                      | a Osaka                                                        |
| 6, 7                            | ■ Línea Kioto                             | Servicios especiales y trenes rápidos a Osaka, Sannomiya       |
| 8 - 10                          | ■ Línea Nara                              | a Uji, Nara                                                    |
| 30                              | ■ Línea del Aeropuerto de Kansai          | al Aeropuerto de Kansai                                        |
| 30                              | ■ Línea Sanin-Sagano (Expresos limitados) | □ Solo servicios especiales                                    |
| 31                              | ■ Línea Sanin-Sagano (Expresos limitados) | □ Solo servicios especiales                                    |
| 31                              | ■ Línea Sanin-Sagano                      | a Fukuchiyama, Kinosaki Onsen, Higashi-Maizuru, Amanohashidate |
| 32, 33                          | ■ Línea Sanin-Sagano                      | Trenes locales a Kameoka, Sonobe, Fukuchiyama                  |
| Andenes de JR Central           |                                           |                                                                |
| 11 - 14                         | Tōkaidō Shinkansen                        | Tokio, Nagoya, Shin-Osaka, Hakata                              |
| Andenes de Kintetsu Corporation |                                           |                                                                |
| 1                               | Línea Kioto                               | Nara, Kashiharajingū-mae, Kashikojima                          |
| 2, 3                            | Línea Kioto                               | Tambabashi, Shin-Tanabe, Yamato-Saidaiji, Tenri                |
| Metro de Kioto                  |                                           |                                                                |
| 1                               | Línea Karasuma                            | Takeda, Shin-Tanabe, Nara                                      |
| 2                               | Línea Karasuma                            | Shijō, Karasuma Oike, Kokusaikaikan                            |

|                                                                                                  | Hachijō (salida del sur)                  |                                                        |
|                                                                                                  | Marrón: Línea Nara a Uji y Nara           |                                                        |
| Azul: Línea Tōkaidō (Línea Biwako) a Maibara, Nagoya and Tokyo Línea Kosei a Omi-Imazu y Tsuruga | Plan de los vías de la estación (JR West) | Negro: Vía de servicio a la Terminal de Carga de Kioto |
| Azul: Línea Tōkaidō (Línea Biwako) a Maibara, Nagoya and Tokyo Línea Kosei a Omi-Imazu y Tsuruga | Plan de los vías de la estación (JR West) | Azul: Línea Tōkaidō (Línea Kioto) a Osaka y Kōbe       |
| Azul: Línea Tōkaidō (Línea Biwako) a Maibara, Nagoya and Tokyo Línea Kosei a Omi-Imazu y Tsuruga | Plan de los vías de la estación (JR West) | Violeta: Línea San'in (Línea Sagano) a Fukuchiyama     |
|                                                                                                  | Karasuma (salida del norte)               |                                                        |

### Servicios adicionales

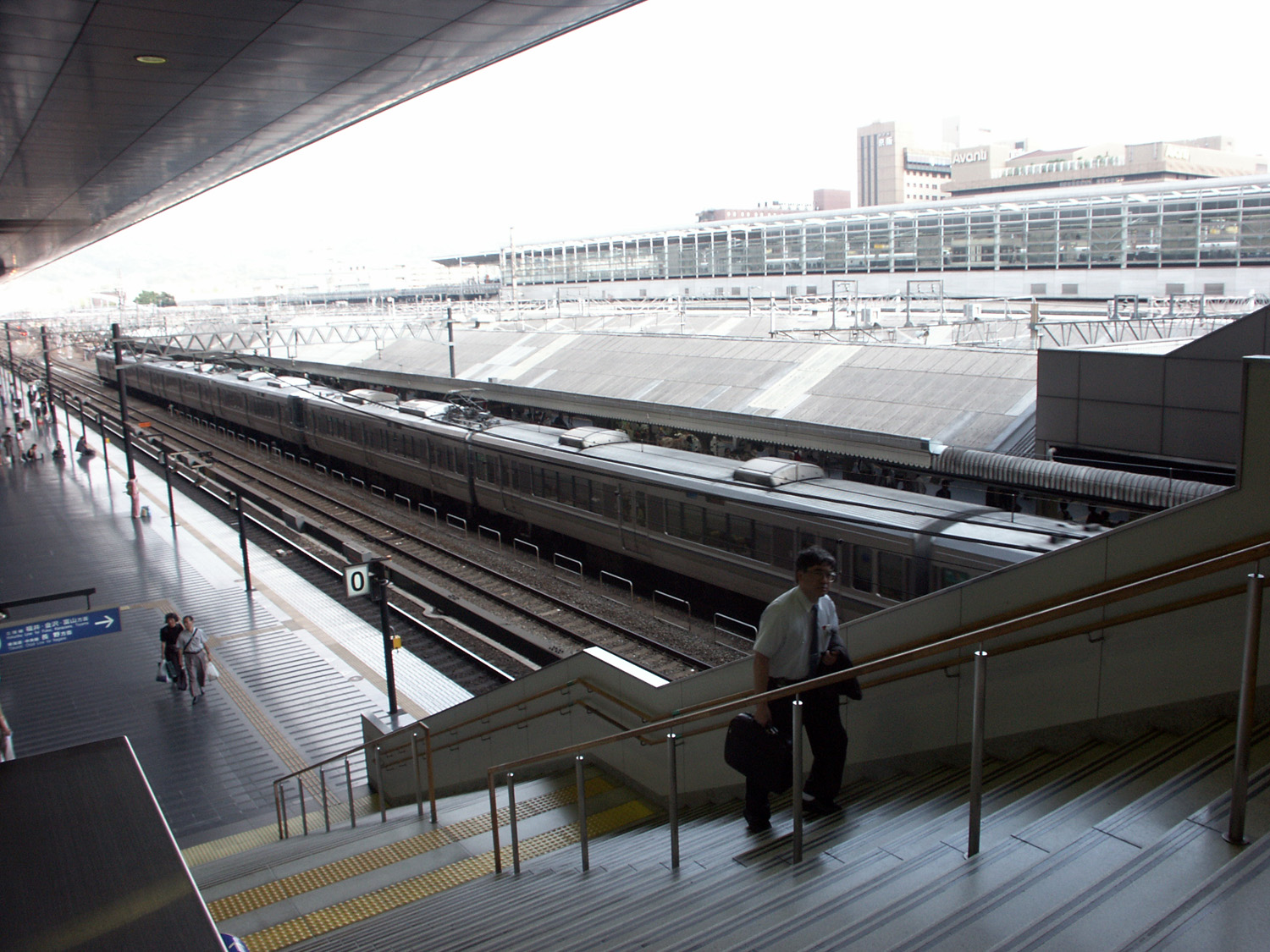
Vista de los andenes principales de la Estación.

Además de los servicios principales que ofrecen la JR West y JR Central, la estación cuenta con otros dos más: los ferrocarriles privados de la Corporación Kintetsu y las líneas del Metro Municipal de Kioto. Los ferrocarriles de Kintetsu quedan adscritos al ámbito puramente regional de la Prefectura de Kioto, contando con un edificio anexo (e independendiente del principal de la JR) al que llegan 3 vías; De aquí parten Expresos a Nara, Tenri u otras localidades, además de otros de tipo local. 
Por otro lado, el Metro de Kioto también posee un enlace con la estación, concretamente el numerado K11 que pertenece a la Línea Karasuma.